# Wittek Mária

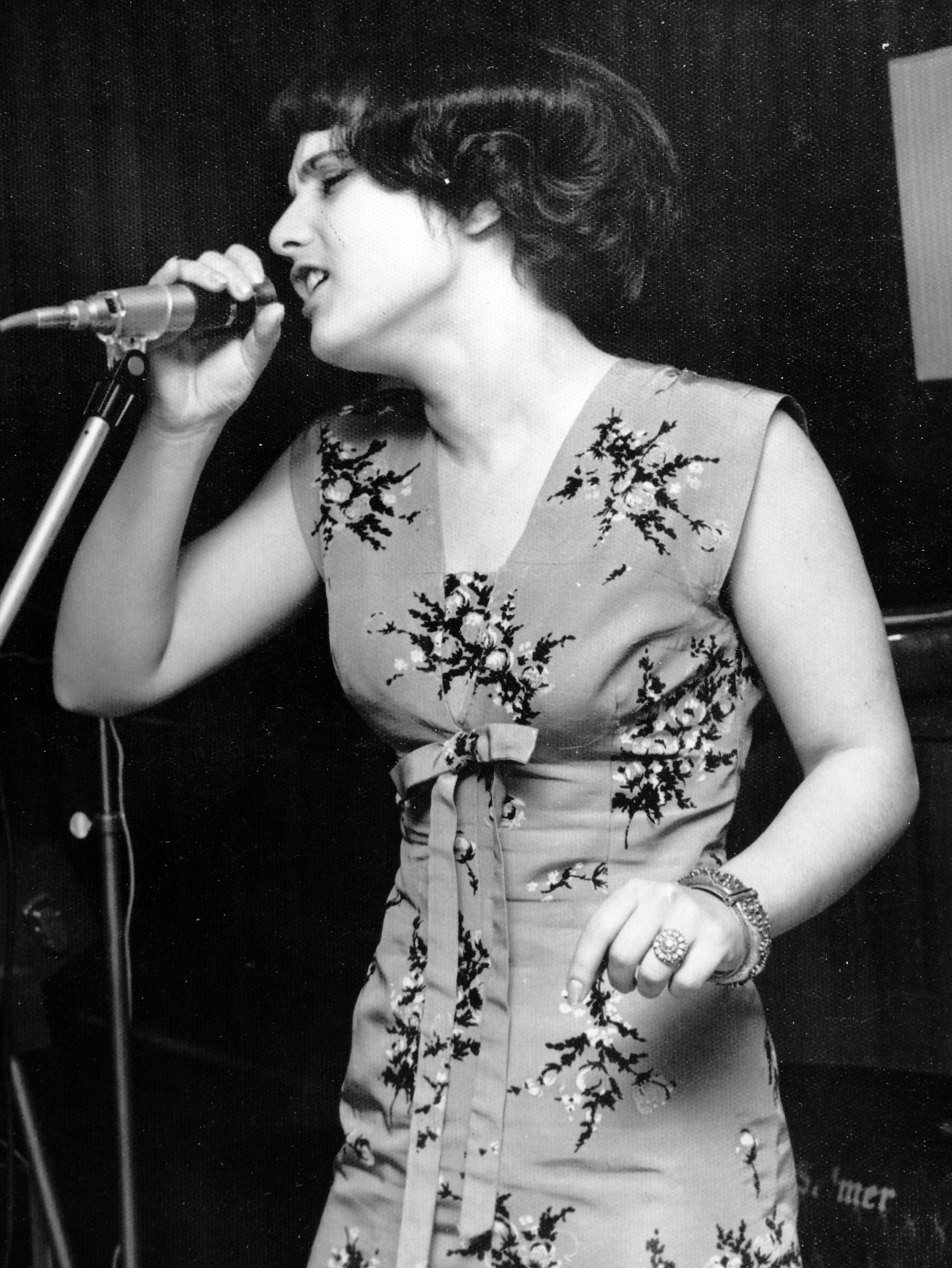
Wittek Mari, az Omega együttes énekesnője (1966)

Wittek Mária (Budapest, 1947. február 2.–) énekesnő.

## Pályafutása
Apja Wittek József zongoraművész, karmester és zeneszerző volt. Hatéves korától 10 éven át tanult zongorázni Schmidt Erzsébet zeneiskolájában. 1955-től a Magyar Rádió Gyermekkórusának Zeneiskolájában, majd a Bem József Gimnáziumban tanult. 1956-tól tagja volt a Magyar Rádió Gyermekkórusának. Operaénekesnek készült.
1964-ben egy hirdetésre jelentkezve lett az Omega együttes énekesnője, 1968-ban családja származása miatt politikai okokból nem engedték ki az együttessel Angliába, 1969. február 15-én volt az utolsó közös fellépésük. Az Omega mellett számtalan más együttessel is fellépett, pl. Juventus, Hungária, Illés, Metro, Omega, Mogyorósi Trió, Syrius, Old Boys, Dogs, Corvina, Bergendy, Liversing, Atlasz, Atlantis, Scampolo. Az 1966-os Táncdalfesztiválon a Hova szalad a nyár című dallal nem jutott be a döntőbe. 1967-ben is indult a Keresek egy fiút című dallal. 1968 júniusában a Nashville Teens-szel énekelt.
1971 májusában elhagyta az országot, egy olaszországi meghívásáról nem tért haza. Éjszakai klubokban lépett fel. 1981-ben 10 év után fellépett az Eötvös Klubban az Old Boys együttessel. A Magyar Rádió felvette a műsort, és ez alkalomból interjút is készítettek vele, melyben így jellemezték: „tehetsége semmit sem kopott, a közönség ugyanolyan szeretettel fogadta, mint régen.” 1988 óta Floridában él ékszerészként dolgozó férjével.

## Diszkográfia
- 1967: Wittek Mária – Somló Tamás, Benkő László: Little Man / What Now My Love (7", Single, Mono)
- 1967: Pálos Zsuzsa / Wittek Mária – Nekem Férfi Kell / Keresek Egy Fiút (7", Single, Mono)
- 1970: Wittek Mária / Omega Együttes – Kiskarácsony-nagykarácsony / Kállai Kettős (7", Single)